# Mirtill Makovits
Mirtill Makovits (née le 30 mars 2004 à Dunaújváros) est une gymnaste artistique hongroise.

## Carrière
Mirtill Makovits remporte la médaille de bronze au concours par équipes aux Championnats d'Europe de gymnastique artistique féminine 2020 à Mersin.